# Gyimesi Pálma
Gyimesi Pálma (Budapest, 1922. december 18. – Budapest, 2017. március 9.) Aase-díjas magyar színésznő.

## Életpályája
Dr. Geiger Gyula magántisztviselő (1895–?) és Cseri Mária (1904–?) gyermekeként született. 1943-ban végzett a Színművészeti Főiskolán. 1944–1945 között a Győr-Sopron Színház tagja volt. 1945–1946 között a Budai Színháznál dolgozott. 1946–1949 között a Pódium Kabaréban lépett fel. 1949–1951 között a Magyar Rádiónál volt. 1951–1955 között a Magyar Néphadsereg Színháza tagja volt. 1955–1964 között a József Attila Színház, a Miskolci Nemzeti Színház és az egri Gárdonyi Géza Színház színművésze volt. 1964-től a Vígszínház tagja. 2017. március 9-én hunyt el.

## Magánélete
1947–1975 között Demeter Imre (1921–1975) újságíró volt a férje. Egy lányuk született, Júlia.

## Színházi szerepei
A Színházi Adattárban regisztrált bemutatóinak száma: 57.
- Molière: Tartuffe... Marianne
- Szimonov: Legény a talpán... Zsenya
- Molière: Dandin György avagy a megcsúfolt férj... Angyalka
- Lavrenyov: Leszámolás... Xenia
- Kisfaludy Károly: Csalódások... Lidi
- Heltai Jenő: A néma levente... Gianetta; Monna Mea
- Dihovicsnij: Nászutazás... Zója
- Molière: Férjek iskolája... Isabelle
- William Shakespeare: A makrancos hölgy... Bianca
- Mérimée: A művésznő hintaja... Camilla Perichole
- Fejér István: Bekötött szemmel... Cica
- Rozov: Boldogság, merre vagy?... Marina
- Lope de Vega: A kertész kutyája... Marcella
- Sardou-Moreau: A szókimondó asszonyság... Toncsi
- Danek: Szemtől szembe... Hanka
- Tóth Miklós: Valaki hazudik... Kati
- Salacrou: A Föld gömbölyű... Faustina
- Tarbay Ede: Játék a színházban... Apfelkern kisasszony
- O’Neill: Amerikai Elektra... Minnie
- Móricz Zsigmond: Légy jó mindhalálig... Orczy
- Tolsztoj: Anna Karenina... Varvara
- Ibsen: John Gabriel Borkman... Szobalány
- Euripidész: Trójai nők... Ötödik trójai nő
- Molnár Ferenc: A testőr... A szobalány
- Thurzó Gábor: Az ördög ügyvédje... Flóri
- Rostand: Cyrano de Bergerac... Mártha nővér; Duenna
- Feydeau: Egy hölgy a Maximból
- Sükösd Mihály: A kívülálló... Első zászlóanya
- Örkény István: Macskajáték... Paula
- Ödön von Horváth: Mesél a bécsi erdő... Emma
- Williams: Nyár és füst... Mrs. Basett
- García Lorca: Donna Rosita avagy Virágnyelv... Első vénkisasszony
- Szomory Dezső: Bella... A dada
- Plenzdorf: Az ifjú W. újabb szenvedései... Az anya
- García Lorca: Bernarda Alba háza... Cselédlány
- Presser Gábor: Jó estét nyár, jó estét szerelem... Hűvösné
- Molnár Ferenc: Az üvegcipő... Társalkodónő
- Williams: Orfeusz alászáll... Vénlány
- Simon: A 88. utca foglya... Jessie
- Pirandello: Hat szerep keres egy szerzőt... A színtársulat tagja
- Molnár Ferenc: A farkas... Micike
- Lope de Vega: Sevilla csillaga... Teodora
- Zerkovitz Béla: Csókos asszony... Szomszédasszony
- Örkény-Horvai: Rózsakiállítás... Aranka
- Hasek: Švejk, a derék katona... Öregasszony
- Wilder: A mi kis városunk... Egy hölgy
- Maeterlinck: A kék madár... A Percek
- McCoy: A lovakat lelövik ugye?

## Filmjei
| - A három galamb (1944) – Ica - Egy fiúnak a fele (1943) - Egy pikoló világos (1955) – Napszemüveges eladónő - A tettes ismeretlen (1958) - A megfelelő ember (1959) - Álmatlan évek (1959) - A kilencvennégyes tartálykocsi (1962, rövid játékfilm) - Lopott boldogság (1962) - Egy ember, aki nincs (1963) – Levéltáros - Karambol (1964) - Már nem olyan időket élünk (1964) – Gizi - A tizedes meg a többiek (1965) – Az erdész felesége - Fény a redőny mögött (1965) – Pétery felesége - Fügefalevél (1966) – Vendég a restiben - Változó felhőzet (1966) – Apáca - Alfa Rómeó és Júlia (1968) – Baráti társaság egyik tagja - Hangyaboly (1971) – Apáca - Nápolyt látni és… (1972) - 141 perc a befejezetlen mondatból (1974) – Lolo bácsi felesége - Fekete gyémántok (1976) – Madame Risan, tánctanárnő - Ki látott engem? (1977) – A szépasszony testvére - Angi Vera (1978) – Pincérnő - Égigérő fű (1979) – Titkárnő - Színes tintákról álmodom (1979) - Úszó jégtábla (1979) - Gyertek el a névnapomra (1983) - Hanyatt-homlok (1983) - Felelj szépen, ha kérdeznek! (1985, rövid rajz-játékfilm) (hang) - Akli Miklós (1986) - Retúr (1997) – Nő a peronon | - Aranyfácán (1960) - Nagymama, nagymama… (1964) - A Hanákné ügy (1968) - A sofőr visszatér (1968) - Bözsi és a többiek (1968-1969) - Halász doktor (1968) - Mennyei pokoljárás (1968) - Az utolsó ítélet (1970) - Színes fénykép (1972) - Fürdés (1973) - Lauterburg városparancsnoka (1973) - Trójai nők (1973) - A labda (1974) - Asszony a viharban (1974) – Szemeréné - Forduljon Psmithhez (1975) - Százéves asszony (1975) – A nőtanács képviselője - Robog az úthenger 1-6. (1976) - A fantasztikum betör a detektívregénybe, avagy Daibret felügyelő utolsó nyomozása (1977) - Egy óra három szerep (1977) - Családi kör (1978-1981) - Második otthonunk – 5. rész: Házi mulatságok (1978) - A párbaj (1979) - Úszó jégtáblák (1979) - Agyrémek (1980) - Fekete rózsa (1980) - A hátvéd halála és feltámadása (1981) – Vendég - A tenger (1982) - Mint oldott kéve 1-7. (1983) – Hölgy I. - Zenés TV Színház: Osztrigás Mici (1983) – Ponantné - Szomszédok (1987-1996) – Több szerep - Freytág testvérek 1-5. (1989) – Ida néni - Holnapra a világ (1989) - Ashenden (1991) – Knitting Official - Útlevél a halálba (1993) – Matron - Aranyoskáim (1996) - Árnyékban harcolók – Európai ellenállók a nácizmus ellen (2011) |

## Szinkronszerepei

### Filmek
| Év   | Cím                                                                       | Szereplő                             | Színész                | Szinkron év |
| ---- | ------------------------------------------------------------------------- | ------------------------------------ | ---------------------- | ----------- |
| 1931 | Címlapsztori                                                              | Mrs. Grant                           | Effie Ellsler          | 1996        |
| 1932 | Búcsú a fegyverektől                                                      | N/A                                  | N/A                    | 1978        |
| 1936 | Rómeó és Júlia (2. magyar szinkron)                                       | Capuletné                            | Violet Kemble Cooper   | 1978        |
| 1937 | Az ötödik esküdt                                                          | N/A                                  | N/A                    | 1978        |
| 1941 | Az év asszonya                                                            | N/A                                  | N/A                    | 1994        |
| 1945 | A délvidéki                                                               | Sam anyja                            | Blanche Yurka          | 1994        |
| 1945 | Elbűvölve (2. magyar szinkron)                                            | Edwardes titkárnője                  | N/A                    | 1995        |
| 1946 | Az élet csodaszép (2. magyar szinkron)                                    | Bailey mama                          | Beulah Bondi           | 1995        |
| 1946 | Tarzan 10.: Tarzan és a leopárdnő (1. magyar szinkron)                    | Miss Wetherby, iskolai felügyelőnő   | Doris Lloyd            | 1983        |
| 1950 | Csoda Milánóban                                                           | Az idős Lolotta                      | Emma Gramatica         | 2008        |
| 1950 | Fegyverbolondok                                                           | N/A                                  | N/A                    | 2006        |
| 1950 | Holnap már késő                                                           | N/A                                  | N/A                    | 1981        |
| 1950 | Rémület a színpadon (1. magyar szinkron)                                  | Mrs. Gill                            | Sybil Thorndike        | 1999        |
| 1951 | A papa kedvence (1. magyar szinkron)                                      | Doris Dunstan                        | Billie Burke           | 1999        |
| 1953 | Viharok                                                                   | Signora Sanna                        | Carla Del Poggio       | 1964        |
| 1954 | Kár, hogy bestia (2. magyar szinkron)                                     | Utas hölgy a buszon                  | N/A                    | 1979        |
| 1954 | Viktória – Egy királynő leánykora                                         | Lady Littleton                       | Hilde Wagener          | 1993        |
| 1955 | A barátnők (2. magyar szinkron)                                           | ?                                    | ?                      | 1981        |
| 1955 | Don Camillo és a tiszteletreméltó Peppone (1. magyar szinkron)            | Madame Botazzi, Peppone felesége     | Leda Gloria            | 1997        |
| 1956 | Az üldözők                                                                | Mrs. Jorgensen                       | Olive Carey            | 1993        |
| 1957 | A vád tanúja (2. magyar szinkron)                                         | Janet McKenzie                       | Una O’Connor           | 2000        |
| 1958 | Dühöngő ifjúság (2. magyar szinkron)                                      | Miss Drury                           | Jane Eccles            | 2001        |
| 1958 | Lányok egyenruhában                                                       | Manuela nagynénje                    | N/A                    | 1986        |
| 1958 | Szédülés (1. magyar szinkron)                                             | Eladónő a Ransohoff ruhaboltban      | Margaret Brayton       | 1985        |
| 1959 | A púpos (1. magyar szinkron)                                              | N/A                                  | N/A                    | 1970        |
| 1959 | Észak-Északnyugat (1. magyar szinkron)                                    | Clara Thornhill                      | Jessie Royce Landis    | 1994        |
| 1959 | Jöjj vissza, Afrika!                                                      | N/A                                  | N/A                    | 1981        |
| 1959 | Orfeusz alászáll (3. magyar szinkron)                                     | N/A                                  | N/A                    | 2009        |
| 1960 | A nagyfőnök                                                               | Louise, a recepciós                  | Hélene Tossy           | 1988        |
| 1960 | Éjféli csipke (2. magyar szinkron)                                        | N/A                                  | N/A                    | 1995        |
| 1960 | Rutledge őrmester                                                         | N/A                                  | N/A                    | 1981        |
| 1960 | Szerezz nercet! (2. magyar szinkron)                                      | Beatrice Appleby                     | Athene Seyler          | 2007        |
| 1961 | Don Camillo Monsignore… de nem túlságosan (1. magyar szinkron)            | Maria Botazzi, Peppone felesége      | Leda Gloria            | 1997        |
| 1961 | Egy nehéz élet (2. magyar szinkron)                                       | Nő a vacsoraasztalnál                | N/A                    | 1992        |
| 1961 | Kék Hawaii (első-két magyar szinkron)                                     | Sarah Lee Gates                      | Angela Lansbury        | 1987        |
| 1961 | Kék Hawaii (első-két magyar szinkron)                                     | N/A                                  | N/A                    | 1999        |
| 1962 | Az ifjúság édes madara                                                    | Nonnie néni                          | Mildred Dunnock        | 1995        |
| 1962 | Kiadó szoba (2. magyar szinkron)                                          | Mavis                                | Cicely Courtneidge     | 2007        |
| 1962 | Mr. Hobbs szabadságra megy (1. magyar szinkron)                           | Mrs. Emily Turner                    | Marie Wilson           | 1975        |
| 1963 | Hölgyeim, vigyázat!                                                       | N/A                                  | N/A                    | 1965        |
| 1963 | Míg élek, énekelek (2. magyar szinkron)                                   | N/A                                  | N/A                    | 2001        |
| 1964 | A vonat (1. magyar szinkron)                                              | Villard kisasszony                   | Suzanne Flon           | 1966        |
| 1964 | Egy krumpli, két krumpli (1. magyar szinkron)                             | Julie Cullen Richards                | Barbara Barrie         | 1965        |
| 1964 | Mary Poppins                                                              | Madaras néni                         | Jane Darwell           | 1986        |
| 1964 | My Fair Lady                                                              | Mrs. Eynsford-Hill                   | Isobel Elsom           | 1986        |
| 1964 | Szabálytalan szabályos (1. magyar szinkron)                               | Mrs. Fuzzibee                        | Alice Pearce           | 1976        |
| 1964 | Tolja kalandjai                                                           | Szláva anyja                         | Nina Grebeshkova       | 1966        |
| 1965 | A csábítás trükkje (2. magyar szinkron)                                   | N/A                                  | N/A                    | 2002        |
| 1965 | A napernyő                                                                | N/A                                  | N/A                    | 2006        |
| 1965 | Help!                                                                     | Egyik szomszédnő                     | Gretchen Franklin      | 1993        |
| 1966 | Sógorom, a zugügyvéd (1. magyar szinkron)                                 | Charlotte Gingrich                   | Marge Redmond          | 1969        |
| 1966 | Zsákutca                                                                  | N/A                                  | N/A                    | 1997        |
| 1967 | Producerek (2. magyar szinkron)                                           | N/A                                  | N/A                    | 2000        |
| 1967 | Vihar délen (1. magyar szinkron)                                          | Eula Purcell                         | Madeleine Sherwood     | 1970        |
| 1968 | A hullaégető                                                              | N/A                                  | N/A                    | 1996        |
| 1968 | Az a csodálatos november (2. magyar szinkron)                             | N/A                                  | N/A                    | 2004        |
| 1968 | Pancser a vadnyugaton                                                     | Celia                                | Hope Summers           | 2003        |
| 1969 | Volt egyszer egy kislány                                                  | Margaret Harrington                  | Dorothy Green          | 1975        |
| 1970 | Sherlock Holmes magánélete (3. magyar szinkron)                           | Nő a tolószékben                     | Catherine Lacey        | 2003        |
| 1970 | Tombol a hold                                                             | Bruce anyja                          | Patsy Smart            | 1976        |
| 1971 | A buszon                                                                  | Ruby                                 | Pamela Cundell         | 1991        |
| 1971 | Klute                                                                     | Pszichiáternő                        | Vivian Nathan          | 1983        |
| 1971 | Minden lében két kanál – 22. rész: Az Ozerov örökség (3. magyar szinkron) | Ozerov főhercegnő                    | Gladys Cooper          | 1997        |
| 1972 | Gyilkos túra (1. magyar szinkron)                                         | Vendéglátós nő                       | N/A                    | 1992        |
| 1972 | Monológ                                                                   | Elsa, Szretenszki házvezetőnője      | Jevgenija Hanajeva     | 1974        |
| 1973 | A félelem megeszi a lelket                                                | Frieda                               | Elisabeth Bertram      | 2005        |
| 1973 | A királynő nehéz napja (2. magyar szinkron)                               | N/A                                  | N/A                    | 2005        |
| 1973 | Folytassák, lányok! (2. magyar szinkron)                                  | Mrs. Dukes                           | Joan Hickson           | 2004        |
| 1973 | Hétpróbás gazemberek                                                      | N/A                                  | N/A                    | 1996        |
| 1973 | James Bond 08.: Élni és halni hagyni                                      | Mrs. Bell                            | Ruth Kempf             | 1996        |
| 1974 | Egy hegyivezető halála                                                    | Lucienne Falavier                    | Françoise Lugagne      | 1979        |
| 1974 | Negyedik fázis                                                            | Mildred Eldridge                     | Helen Horton           | 1980        |
| 1974 | Sugarlandi hajtóvadászat (első-két magyar szinkron)                       | Mrs. Nocker                          | Jessie Lee Fulton      | 1996        |
| 1974 | Sugarlandi hajtóvadászat (első-két magyar szinkron)                       | Mrs. Nocker                          | Jessie Lee Fulton      | 2004        |
| 1975 | A bátyámnak klassz öccse van                                              | Pavelková                            | Slávka Budínová        | 1977        |
| 1975 | A bosszú                                                                  | Julien anyja                         | Madeleine Ozeray       | 1992        |
| 1975 | Lopatyin feljegyzéseiből                                                  | Gépírónő                             | Ljudmila Ivanova       | 1983        |
| 1976 | A Beltrafio szerzője                                                      | Gwendoline Ambient                   | Catherine Willmer      | 1979        |
| 1976 | Mindent megmutatunk (2. magyar szinkron)                                  | Madame Ferroni                       | Renée Saint-Cyr        | 1998        |
| 1976 | Muppet Show – I/9. rész: Charles Aznavour                                 | Hilda (hang)                         | Eren Ozker             | 2003        |
| 1976 | Muppet Show – I/12. rész: Peter Ustinov (2. magyar szinkron)              | Hilda (hang)                         | Eren Ozker             | 2003        |
| 1976 | Muppet Show – I/21. rész: Twiggy                                          | Hilda (hang)                         | Eren Ozker             | 2003        |
| 1976 | Színről színre                                                            | N/A                                  | N/A                    | 1993        |
| 1977 | Hazatérés (1. magyar szinkron)                                            | Fleta Wilson                         | Mary Jackson           | 1980        |
| 1977 | Menj a mamához, a papa dolgozik                                           | N/A                                  | N/A                    | 1985        |
| 1978 | A kiirthatatlan (2. magyar szinkron)                                      | N/A                                  | N/A                    | 2001        |
| 1978 | A nyomorultak                                                             | Simplice nővér                       | Celia Johnson          | 1985        |
| 1978 | Halál a Níluson (1. magyar szinkron)                                      | Tanárnő                              | Barbara Hicks          | 1984        |
| 1978 | Mindenáron vesztes                                                        | Senovia „Ma” Boggs                   | Ruth Gordon            | 1993        |
| 1978 | Olajralépés                                                               | Telefonközpontos nő                  | N/A                    | 1981        |
| 1978 | Óvakodj a törpétől (két-három magyar szinkron)                            | Mrs. Monk                            | Irene Tedrow           | 1980        |
| 1978 | Óvakodj a törpétől (két-három magyar szinkron)                            | Mrs. Monk                            | Irene Tedrow           | 1987        |
| 1978 | Óvakodj a törpétől (két-három magyar szinkron)                            | Elsie                                | Queenie Smith          | 2000        |
| 1978 | Superman (2. magyar szinkron)                                             | Martha Kent                          | Phyllis Thaxter        | 2004        |
| 1978 | Természetes halál                                                         | Helen Carrington                     | Eve McVeagh            | 1983        |
| 1979 | A terasz                                                                  | N/A                                  | N/A                    | 1995        |
| 1980 | Bármi áron                                                                | Senovia „Ma” Boggs                   | Ruth Gordon            | 1993        |
| 1980 | Lili Marleen                                                              | Tamara                               | Lilo Pempeit           | 1992        |
| 1980 | Nem én voltam                                                             | N/A                                  | N/A                    | 1986        |
| 1981 | A bécsi Svejk                                                             | N/A                                  | N/A                    | 1998        |
| 1981 | Elakadás (1. magyar szinkron)                                             | N/A                                  | N/A                    | 1987        |
| 1981 | Vörösök                                                                   | N/A                                  | N/A                    | 1999        |
| 1982 | A misszionárius                                                           | Lady Fermleigh                       | Rosamund Greenwood     | 1999        |
| 1982 | A piszkos ügy (1. magyar szinkron)                                        | Donaldina Cameron                    | Sylvia Sidney          | 1985        |
| 1982 | Az étkezde                                                                | Mrs. Simmons, Eddie anyja            | Jessica James          | 1994        |
| 1982 | Banános Joe                                                               | Idős nő az okmányirodában            | N/A                    | 1992        |
| 1982 | Egyenesen a szívbe                                                        | N/A                                  | N/A                    | 2000        |
| 1982 | Magániskola (1. magyar szinkron)                                          | Birdie Fallmouth                     | Frances Bay            | 1995        |
| 1982 | Nős agglegény                                                             | Marija Szemjonovna, Tamara anyja     | Vera Vasileva          | 1984        |
| 1982 | Széplány ajándékba                                                        | Marie-Laure                          | Laurence Badie         | 1984        |
| 1982 | Tűtorony                                                                  | Mrs. Hatcher                         | Kate Reid              | 1982        |
| 1983 | A másik asszony                                                           | N/A                                  | N/A                    | 1985        |
| 1983 | Az öltöztető                                                              | N/A                                  | N/A                    | 1992        |
| 1983 | Csapda                                                                    | Berton nővér                         | Elisabeth Goebel       | 1986        |
| 1983 | Egy kirándulás képei                                                      | N/A                                  | N/A                    | 2003        |
| 1983 | Krimileckék – 6. rész                                                     | Beverly                              | Louise Martini         | 1984        |
| 1983 | Nap, széna, eper                                                          | Kelisová                             | Marie Svecová          | 2005        |
| 1983 | Superman III. (1. magyar szinkron)                                        | N/A                                  | N/A                    | 1992        |
| 1984 | A piros ruhás nő (2. magyar szinkron)                                     | N/A                                  | N/A                    | 1997        |
| 1984 | Cappucino felügyelő                                                       | N/A                                  | N/A                    | 2004        |
| 1984 | Krimileckék – 10. rész                                                    | Ehefrau des Geliebten                | Ruth Maria Kubitschek  | 1986        |
| 1984 | Legénybúcsú                                                               | Mary Francis nővér                   | Florence Schauffler    | 2001        |
| 1984 | Miss Marple történetei 02.: A láthatatlan kéz                             | Emily Barton                         | Hilary Mason           | 2001        |
| 1984 | Támadás a félelem ellen                                                   | N/A                                  | N/A                    | 1988        |
| 1985 | A zsarunő                                                                 | Edna                                 | Laurel Cronin          | 1990        |
| 1985 | Amatőrök                                                                  | Zsenya                               | Valentina Talizina     | 1989        |
| 1985 | Csak egy harapás (1. magyar szinkron)                                     | Mrs. Kendall                         | Peggy Pope             | 1995        |
| 1985 | Ki segít a Mikulásnak? (2. magyar szinkron)                               | Mesélő                               | Aimée Delamain         | 2000        |
| 1985 | Mint a méreg (2. magyar szinkron)                                         | N/A                                  | N/A                    | 2007        |
| 1985 | Szuperhekusok                                                             | Idős utas a buszon                   | N/A                    | 1989        |
| 1985 | Távol Afrikától (1. magyar szinkron)                                      | Lady Belfield                        | Rachel Kempson         | 1992        |
| 1986 | …és a pokol                                                               | N/A                                  | N/A                    | 2005        |
| 1986 | A legjobb dobás                                                           | Opal Fleener                         | Fern Persons           | 1990        |
| 1986 | Aladdin (1. magyar szinkron)                                              | Sheltonné, Arthur felesége           | N/A                    | 1988        |
| 1986 | Miss Marple történetei 08.: Nemezis (2. magyar szinkron)                  | Anthea Bradbury-Scott                | Anna Cropper           | 2003        |
| 1986 | Rendőrakadémia 3. – Újra kiképzésen                                       | Sarah anyja                          | Pam Hyatt              | 1989        |
| 1987 | Az eastwicki boszorkányok                                                 | Első nővér                           | N/A                    | 1989        |
| 1987 | Bálnák augusztusban (1. magyar szinkron)                                  | Sarah Webber                         | Lillian Gish           | 2004        |
| 1987 | Best Seller – Egy bérgyilkos vallomásai                                   | Cleve anyja                          | Mary Carver            | 1990        |
| 1987 | Elem nélkül nem megy                                                      | Muriel Hogenson                      | Jane Hoffman           | 1995        |
| 1987 | Éljen soká az úrnő!                                                       | N/A                                  | N/A                    | 1998        |
| 1987 | Kockán nyert szerelem                                                     | Lady Harriet cselédje                | Eileen Atkins          | 1992        |
| 1987 | Őrült hold                                                                | N/A                                  | N/A                    | 1989        |
| 1987 | Tőzsdecápák (1. magyar szinkron)                                          | N/A                                  | N/A                    | 1989        |
| 1988 | A fehér ruhás hölgy                                                       | Assunta mama                         | Renata Vanni           | 1996        |
| 1988 | A gyönyör évadjai                                                         | Emmanuelle de La Grandière Van Bergh | Denise Grey            | 2005        |
| 1988 | Amerikába jöttem (1. magyar szinkron)                                     | Vendég az esküvőn                    | N/A                    | 1989        |
| 1988 | Cinema Paradiso (2. magyar szinkron)                                      | Maria idősen                         | Pupella Maggio         | 2003        |
| 1988 | Első könyvem a szerelemről                                                | Nagymama                             | Daphne Oxenford        | 1991        |
| 1988 | Golfőrültek 2.                                                            | Cynthia Young                        | Dina Merrill           | 1993        |
| 1988 | Gyilkossá válni                                                           | Leona anyja                          | N/A                    | 1992        |
| 1988 | Nyugdíjas nyomozók                                                        | N/A                                  | N/A                    | 1995        |
| 1988 | Saigon – A tiltott zóna                                                   | Rendfőnökasszony                     | Norah Elizabeth Cazaux | 1990        |
| 1989 | Ártatlan áldozatok                                                        | N/A                                  | N/A                    | 1995        |
| 1989 | Bernadette                                                                | N/A                                  | N/A                    | 2008        |
| 1989 | Egyet ide, egyet oda                                                      | Takarítónő                           | N/A                    | 2008        |
| 1989 | Nap, széna és pár pofon                                                   | Kelisová                             | Marie Svecová          | 2005        |
| 1989 | V. Henrik (3. magyar szinkron)                                            | Alice                                | Geraldine McEwan       | 2005        |
| 1989 | Valmont                                                                   | Madame de Rosemonde                  | Fabia Drake            | 2005        |
| 1990 | Arachnophobia – Pókiszony                                                 | Margaret Hollins                     | Mary Carver            | 1993        |
| 1990 | Danielle tanti                                                            | N/A                                  | N/A                    | 1993        |
| 1990 | Dick Tracy                                                                | Tess anyja                           | Estelle Parsons        | 1990        |
| 1990 | Gyilkosság a Rainbow Drive-on (1. magyar szinkron)                        | N/A                                  | N/A                    | 1991        |
| 1990 | Képeslapok a szakadékból                                                  | Nagymama                             | Mary Wickes            | 1991        |
| 1990 | Matilda                                                                   | Matilda mamája                       | Milena Vukotic         | 1993        |
| 1991 | A szerelem erejével                                                       | Mrs. O’Neil                          | Ellen Burstyn          | 1994        |
| 1991 | Az idő rövid története                                                    | N/A                                  | N/A                    | 2000        |
| 1991 | Csupasz ideg                                                              | N/A                                  | N/A                    | 1993        |
| 1991 | Doc Hollywood                                                             | Violet, fogadóbizottság              | Amzie Strickland       | 1992        |
| 1991 | Egy asszony meséje                                                        | N/A                                  | N/A                    | 2005        |
| 1991 | Masala                                                                    | Nagymama                             | Zohra Sehgal           | 2004        |
| 1991 | Nap, széna, erotika                                                       | Kelisová                             | Marie Svecová          | 2005        |
| 1991 | Próbababa 2. (1. magyar szinkron)                                         | Jason anyja / Királynő               | Cynthia Harris         | 1993        |
| 1991 | Robin Hood, a tolvajok fejedelme (1. magyar szinkron)                     | Idős hölgy                           | Merelina Kendall       | 1991        |
| 1992 | A taxislány                                                               | Marguerite                           | Louba Guertchikoff     | 1995        |
| 1992 | Agymenők (1. magyar szinkron)                                             | Lillian Oglethorpe                   | Nancy Marchand         | 1993        |
| 1992 | Az 57-es utas                                                             | Mrs. Edwards                         | Duchess Tomasello      | 1994        |
| 1992 | Az emberi szív térképe                                                    | Banville nővér                       | Jeanne Moreau          | 1994        |
| 1992 | Danielle Steel: Ékszerek                                                  | Annabelle Whitfield hercegnő         | Ursula Howells         | 2000        |
| 1992 | Elemi ösztön                                                              | Hazel Dobkins                        | Dorothy Malone         | 1992        |
| 1992 | Hullajó                                                                   | Paquita nagyanyja                    | Davina Whitehouse      | 1993        |
| 1992 | Kísértet                                                                  | Mrs. Howler                          | Mildred Brion          | 1997        |
| 1993 | A Sárkány – Bruce Lee élete                                               | Vivian Emery, Linda anyja            | Michael Learned        | 1994        |
| 1993 | Dennis, a komisz                                                          | Edith Butterwell                     | Billie Bird            | 1993        |
| 1993 | Egy híján túsz                                                            | Rose Chasseur                        | Glynis Johns           | 1994        |
| 1993 | Két tojás száz bajt csinál                                                | Sofia nagynéni                       | Cloris Leachman        | 1996        |
| 1993 | Lelkük rajta                                                              | Mrs. Brodsky                         | Janet Rotblatt         | 1994        |
| 1993 | Made in America                                                           | Fehér hölgy az afrikai boltban       | Phyllis Avery          | 1994        |
| 1993 | Nesze semmi, fogd meg jól!                                                | Mrs. Coyle                           | Fionnula Flanagan      | 1994        |
| 1993 | Szergej Rachmaninov                                                       | N/A                                  | N/A                    | 1995        |
| 1994 | Egy karácsony együtt                                                      | Cornelia Beaumont                    | Katharine Hepburn      | 2005        |
| 1994 | Engem senki sem szeret                                                    | Zsa Zsa                              | Lorose Keller          | 1997        |
| 1994 | Második nekifutás                                                         | Maureen                              | Nerys Hughes           | 1996        |
| 1994 | Mennyei teremtmények                                                      | N/A                                  | N/A                    | 1997        |
| 1994 | Promenád a gyönyörbe                                                      | Mrs. Hookstratten                    | Carole Shelley         | 1995        |
| 1994 | Rjaba, tyúkocskám                                                         | N/A                                  | N/A                    | 1998        |
| 1994 | Teresa tetkója                                                            | Henrietta                            | Majel Barrett          | 1995        |
| 1994 | Vidéki élet                                                               | N/A                                  | N/A                    | 2001        |
| 1995 | Casino (3. magyar szinkron)                                               | Piscano anyja                        | Catherine Scorsese     | 2005        |
| 1995 | Jane Eyre                                                                 | Lady Eshton                          | Sheila Burrell         | 1996        |
| 1996 | A selyem sikolya                                                          | N/A                                  | N/A                    | 2000        |
| 1996 | Égiposta                                                                  | N/A                                  | N/A                    | 1998        |
| 1996 | Hidegvérrel (2. magyar szinkron)                                          | N/A                                  | N/A                    | 2000        |
| 1996 | Matilda, a kiskorú boszorkány                                             | Ciánka                               | Marion Dugan           | 1997        |
| 1996 | Norma Jean és Marilyn                                                     | Bette Davis                          | Nancy Linehan          | 1998        |
| 1996 | Párizs nő volt                                                            | N/A                                  | N/A                    | 2000        |
| 1996 | Talált pénz                                                               | Ester                                | Carole Cook            | 1996        |
| 1997 | A boldogító nem                                                           | Berniece Brackett                    | Debbie Reynolds        | 1998        |
| 1997 | A patikusnő                                                               | Gudrun Moormann                      | Eva Ingeborg Scholz    | 1999        |
| 1997 | Don Milani                                                                | N/A                                  | N/A                    | 2000        |
| 1997 | Lolita                                                                    | Miss Pratt                           | Suzanne Shepherd       | 1999        |
| 1997 | Szorít az idő                                                             | Betty Weston                         | Estelle Getty          | 1999        |
| 1997 | Vak szenvedély                                                            | Fiona Long                           | Peg Shirley            | 2001        |
| 1997 | Woop Woop – Az isten háta mögött                                          | Ginger                               | Maggie Kirkpatrick     | 1999        |
| 1998 | A csók                                                                    | Mary                                 | Suzanne Shepherd       | 1999        |
| 1998 | Földöntúli invázió                                                        | Mrs. Darlington                      | Janell McLeod          | 2005        |
| 1998 | Furcsa pár 2.                                                             | Esther, a Nyafogó                    | Alice Ghostley         | 2000        |
| 1998 | H20 – Halloween húsz évvel később                                         | Norma Watson                         | Janet Leigh            | 1999        |
| 1998 | Jöttünk, láttunk, visszamennénk 2. – Az időalagút                         | Gisèle                               | Sylvie Joly            | 1999        |
| 1998 | Kölcsön bosszú                                                            | Winnie                               | Liz Smith              | 2005        |
| 1998 | Látástól Mikulásig                                                        | N/A                                  | N/A                    | 1999        |
| 1998 | Paparazzi                                                                 | Mrs. Lefèvre                         | Marie-Laurence         | 2000        |
| 1998 | Vízözön                                                                   | Doreen Sears                         | Betty White            | 1999        |
| 1999 | 8 mm                                                                      | Mrs. Christian                       | Myra Carter            | 1999        |
| 1999 | A Földlakók nemi élete                                                    | A bölcs öreg hölgy                   | Linda Porter           | 2000        |
| 1999 | A keresztapus                                                             | Idős licitáló hölgy                  | Helen Lloyd Breed      | 2000        |
| 1999 | A lápvidék gyermekei                                                      | Madame Mercier                       | Gisèle Casadesus       | 2000        |
| 1999 | Alice Csodaországban                                                      | Miss Lory                            | Liz Smith              | 2001        |
| 1999 | Az átok                                                                   | Mrs. Dudley                          | Marian Seldes          | 2000        |
| 1999 | Botcsinálta túsz                                                          | Gladys                               | Chris Scott            | 2001        |
| 1999 | Copperfield Dávid                                                         | Mrs. Heep                            | Thelma Barlow          | 2000        |
| 1999 | Felícia utazása                                                           | N/A                                  | N/A                    | 2001        |
| 1999 | Jack kapitány                                                             | Phoebe                               | Anna Massey            | 2003        |
| 1999 | Még nem tudjuk                                                            | N/A                                  | N/A                    | 2005        |
| 1999 | Szabad a szerelem                                                         | Rose nagymama                        | Frania Rubinek         | 2000        |
| 1999 | Szürke bagoly                                                             | Carrie Belaney                       | Renée Asherson         | 2000        |
| 1999 | Vakságra ítélve                                                           | Mrs. Atwood                          | Jane Redlyon           | 2003        |
| 2000 | A tizedik királyság (1. magyar szinkron)                                  | Nagymama                             | Moira Lister           | 2004        |
| 2000 | Ámokfutó szerencse                                                        | Rosanne nővér                        | Estelle Getty          | 2005        |
| 2000 | Anna – 6. rész: A történet folytatódik (2. rész)                          | Mrs. Dodd                            | Jill Frappier          | 2000        |
| 2000 | Billy Elliot (2. magyar szinkron)                                         | Nagymama                             | Jean Heywood           | 2005        |
| 2000 | Bölcsek kövére 2. – A Klump család                                        | Denise szomszédasszonya              | Kathleen Freeman       | 2000        |
| 2000 | Bonhoeffer: Isten szolgája                                                | N/A                                  | N/A                    | 2003        |
| 2000 | Cool túra                                                                 | Mrs. Manilow, Barry nagyanyja        | Ellen Albertini Dow    | 2000        |
| 2000 | Csajok, mindent bele!                                                     | N/A                                  | N/A                    | 2001        |
| 2000 | Lóvátett lovagok                                                          | Holofernia                           | Geraldine McEwan       | 2000        |
| 2001 | Attila, Isten ostora (1. magyar szinkron)                                 | Attila nagymamája                    | Siân Phillips          | 2006        |
| 2001 | Déli tengerek                                                             | Ines mama                            | Clara Modugno          | 2005        |
| 2001 | Kutya ellen nincs orvosság                                                | N/A                                  | N/A                    | 2004        |
| 2001 | Nem jó ez így                                                             | N/A                                  | N/A                    | 2004        |
| 2002 | A sikersztori                                                             | Öreg zsidó hölgy                     | Sylvia Kauders         | 2003        |
| 2002 | A sötétség leple                                                          | Narrátor (hang)                      | N/A                    | 2003        |
| 2002 | Apák                                                                      | N/A                                  | N/A                    | 2005        |
| 2002 | Holdtölte                                                                 | Harriet Finnigan                     | Nan Martin             | 2008        |
| 2002 | Kapj el, ha tudsz                                                         | Mrs. Lavalier                        | Lilyan Chauvin         | 2003        |
| 2002 | Mortadelo és Filemón nagy kalandja                                        | Filemón asszony                      | María Isbert           | 2004        |
| 2003 | Alex és Emma – Regény az életünk                                          | Polina nagymamája                    | Cloris Leachman        | 2006        |
| 2003 | Bohóctörténet                                                             | N/A                                  | N/A                    | 2004        |
| 2003 | Enyveskezű Mikulás (2. magyar szinkron)                                   | Emily Sutton                         | Betty White            | 2005        |
| 2003 | Hálaadás                                                                  | Dottie nagymama                      | Alice Drummond         | 2005        |
| 2003 | Napsütötte Toszkána                                                       | Contessa                             | Laura Pestellini       | 2004        |
| 2003 | Nő előttem, nő utánam                                                     | Mrs. Peterson                        | Mary Black             | 2005        |
| 2003 | Szabad a csók?                                                            | N/A                                  | N/A                    | 2009        |
| 2003 | VIII. Henrik                                                              | Lady Rochford                        | Kelly Hunter           | 2004        |
| 2004 | Agatha Christie: Marple – I/4.rész : Gyilkosság meghirdetve               | Belle Goedler                        | Virginia McKenna       | 2005        |
| 2004 | Földtenger kalandorai                                                     | Marion                               | Betty Phillips         | 2005        |
| 2004 | Karácsonyi ének – A musical                                               | N/A                                  | N/A                    | 2007        |
| 2004 | Kelekótya karácsony                                                       | Bev Scheel                           | Elizabeth Franz        | 2005        |
| 2005 | A vér nem válik vízzé                                                     | Abygail Jordan                       | Nan Martin             | 2005        |
| 2005 | Az eltakarítónő                                                           | Mrs. Parker                          | Liz Smith              | 2006        |
| 2005 | Beépített szépség 2. – Csábítunk és védünk                                | Carol Fields                         | Eileen Brennan         | 2005        |
| 2005 | Csajozós páros                                                            | N/A                                  | N/A                    | 2005        |
| 2005 | Misi, a víziszörny                                                        | N/A                                  | N/A                    | 2006        |
| 2005 | Mrs. Henderson bemutatja                                                  | Lady Conway                          | Thelma Barlow          | 2006        |
| 2005 | Twist Olivér                                                              | Mrs. Bedwin                          | Frances Cuka           | 2005        |
| 2005 | Üzenet a metróból                                                         | N/A                                  | N/A                    | 2006        |
| 2006 | A harag napja                                                             | Esperanza de Mendoza                 | Phyllida Law           | 2006        |
| 2006 | Agatha Christie: Marple – II/2. rész: A láthatatlan kéz                   | Emily Barton                         | Thelma Barlow          | 2007        |
| 2006 | Agatha Christie: Marple – II/3. rész: Balhüvelykem bizsereg               | Marjorie Moody                       | Miriam Karlin          | 2007        |
| 2006 | Csapnivaló menyegző                                                       | N/A                                  | N/A                    | 2007        |
| 2006 | Kárhozott szeretők                                                        | Mrs. Hargraves                       | Eileen Atkins          | 2007        |
| 2006 | Mindannyian Krisztusok vagyunk                                            | Adas anyja                           | Janina Traczykówna     | 2008        |
| 2006 | Sötét zug                                                                 | N/A                                  | N/A                    | 2009        |
| 2007 | Álmaim élete (1. magyar szinkron)                                         | N/A                                  | N/A                    | 2008        |
| 2007 | Amikor minden változik                                                    | Trudy Epner                          | Lynn Cohen             | 2008        |
| 2007 | Bűbáj                                                                     | Clara                                | Muriel Kuhn            | 2007        |
| 2007 | Egyedül nem megy                                                          | Paulette                             | Françoise Bertin       | 2008        |
| 2007 | Nem vénnek való vidék                                                     | A Del Rio-i Regal Motel recepciósa   | Margaret Bowman        | 2008        |
| 2007 | Szemgolyó                                                                 | Molly                                | Rita Tushingham        | 2008        |
| 2007 | Twist Olivér                                                              | Mrs. Bedwin                          | Anna Massey            | 2008        |
| 2008 | A csíkos pizsamás fiú                                                     | Nagymama                             | Sheila Hancock         | 2009        |
| 2008 | Az igenember                                                              | Tillie                               | Fionnula Flanagan      | 2009        |
| 2008 | Imák Bobbyért                                                             | N/A                                  | N/A                    | 2011        |
| 2008 | Miss Austen bánata (2. magyar szinkron)                                   | Mrs. Austen                          | Phyllida Law           | 2011        |
| 2008 | Ne szórakozz Zohannal!                                                    | N/A                                  | N/A                    | 2008        |
| 2008 | Négy karácsony                                                            | Nagyibaba                            | Jeanette Miller        | 2008        |
| 2009 | A Dicső 39                                                                | Anne idősen                          | Muriel Pavlow          | 2011        |
| 2009 | Julie és Julia – Két nő, egy recept                                       | Irma Rombauer                        | Frances Sternhagen     | 2010        |
| 2009 | Légió                                                                     | Gladys Foster                        | Jeanette Miller        | 2010        |
| 2009 | Spancserek                                                                | N/A                                  | N/A                    | 2009        |
| 2009 | X-Men kezdetek: Farkas                                                    | Heather Hudson                       | Julia Blake            | 2009        |
| 2010 | 22 lövés                                                                  | Stella Matteï                        | Catherine Samie        | 2011        |
| 2010 | Az esküvői torta                                                          | Madeleine                            | Danielle Darrieux      | 2011        |
| 2010 | Drágán add a rétedet                                                      | Mrs. Martin                          | Alice Drummond         | 2010        |

### Columboepizódjai
| Év   | Évad | Epizód | Epizódcím                                               | Szereplő                | Színész        | Szinkron év |
| ---- | ---- | ------ | ------------------------------------------------------- | ----------------------- | -------------- | ----------- |
| 1974 | 4    | 2-3    | Negatív reakciók (2. magyar szinkron)                   | Mrs. Charleswort        | Irene Tedrow   | 1995        |
| 1976 | 6    | 3      | A szuperintelligens gyilkos csődje (2. magyar szinkron) | Házvezetőnő             | N/A            | 1993        |
| 1978 | 7    | 5      | Összeesküvők                                            | Kate O’Connell          | Jeanette Nolan | 1994        |
| 1990 | 9    | 6      | Gyilkosság Malibuban                                    | Theresa szomszédja      | N/A            | 1996        |
| 1990 | 10   | 1      | Columbo a rendőrakadémián                               | Mrs. Rowe, Justin anyja | Maree Cheatham | 1995        |

### Sorozatok
| Év        | Cím                                                            | Szereplő                     | Színész            | Szinkron év |
| --------- | -------------------------------------------------------------- | ---------------------------- | ------------------ | ----------- |
| 1973      | Arsène Lupin II.                                               | Zimmermann asszony           | Charlotte Kerr     | 1976        |
| 1974      | Kojak I. (2. magyar szinkron)                                  | Mrs. Hale                    | Irene Tedrow       | 1993        |
| 1976      | Gyökerek                                                       | Mrs. Moore                   | Carolyn Jones      | 1979        |
| 1979      | Forró szél                                                     | Munkaközvetítő               | Mira Dinulovic     | 1984        |
| 1984      | Sherlock Holmes kalandjai 1-4, 6-7. (első-két magyar szinkron) | Morcar grófnő                | Rosalind Knight    | 1986        |
| 1984      | Sherlock Holmes kalandjai 1-4, 6-7. (első-két magyar szinkron) | Morcar grófnő                | Rosalind Knight    | 1997        |
| 1984      | Szupernagyi I.                                                 | N/A                          | N/A                | 1987        |
| 1985      | Airwolf III.                                                   | Monica nővér                 | Kathleen O’Malley  | 2002        |
| 1985      | Anna                                                           | Josephine néni (2 részben)   | Charmion King      | 1994        |
| 1987      | A klinika II.                                                  | Martha Eckner                | Rose Renée Roth    | 1990        |
| 1988-1991 | Csengetett, Mylord? I-III.                                     | Lady Lavender                | Mavis Pugh         | 1992-1993   |
| 1989      | Mesék a kriptából I/1-3. (1. magyar szinkron)                  | Bírónő (1. részben)          | Eve Brent          | 1990        |
| 1991      | Agatha Christie: Poirot IV. (1. magyar szinkron)               | Georgina Morley              | Rosalind Knight    | 1995        |
| 1993      | Csengetett, Mylord? IV.                                        | Lady Lavender                | Mavis Pugh         | 2002        |
| 1993      | X-akták I.                                                     | Miss Lange                   | Janie Woods-Morris | 1995        |
| 1993      | X-akták I.                                                     | Miss Winn                    | Anna Ferguson      | 1995        |
| 1994      | Sherlock Holmes emlékiratai                                    | Mrs. Marker                  | Kathleen Byron     | 1997        |
| 1995      | Az üvegszűz                                                    | Lady Constance               | Sylvia Syms        | 1997        |
| 1995      | Büszkeség és balítélet                                         | Hill, házvezetőnő            | Marlene Sidaway    | 1997        |
| 1996      | Moll Flanders örömei és viszontagságai 1-4.                    | N/A                          | N/A                | 1999        |
| 1999      | Don Matteo I.                                                  | Nagymama                     | Evelina Gori       | 2002        |
| 1999      | Maffiózók                                                      | Nucci Gualtieri (8 részben)  | Frances Ensemplare | 2002-2008   |
| 2000      | Barátok és szerelmek                                           | Esther Sandoval              | Beatriz Aguirre    | 2002        |
| 2000      | Félig üres I.                                                  | Nő az úton (3 részben)       | Nan Martin         | 2001        |
| 2000      | Szívek szállodája                                              | Marilyn Gilmore (2 részben)  | Marion Ross        | 2005        |
| 2001      | Don Matteo II-III.                                             | Nagymama                     | Evelina Gori       | 2007        |
| 2002      | A Forsythe Saga                                                | Ann néni                     | Judy Campbell      | 2004        |
| 2003      | A negyedik X                                                   | Gwendolen Hartley            | Sheila Hancock     | 2007        |
| 2004      | A félelem kórháza                                              | Sally Druse                  | Diane Ladd         | 2007        |
| 2004      | Max, a zsaru                                                   | Justina                      | Manuela Cassola    | 2005-2006   |
| 2005      | A főnök                                                        | Willie Ray Johnson (1. hang) | Frances Sternhagen | 2006-2007   |
| 2005      | A horror mesterei I.                                           | Miz Carnation (12. részben)  | Micki Maunsell     | 2007        |
| 2006      | Odaát I.                                                       | Mrs. Sweeney (3. részben)    | Bethoe Shirkoff    | 2006        |
| 2007      | Cranford                                                       | Mrs. Forrester               | Julia McKenzie     | 2011        |
| 2007      | Gazdagék                                                       | Cherien anyja (8 részben)    | Peggy Stewart      | 2011        |

### Rajz- és animációs filmek
| Év   | Cím                                            | Szereplő                        | Szinkronhang      | Szinkron év |
| ---- | ---------------------------------------------- | ------------------------------- | ----------------- | ----------- |
| 1952 | Susie, a kicsi kék autó (3. magyar szinkron)   | Narrátor                        | Sterling Holloway | 2006        |
| 1957 | A hókirálynő (3. magyar szinkron)              | Idős tündér                     | Irina Murzajeva   | 2000        |
| 1960 | 101 kiskutya (2. magyar szinkron)              | Nanny                           | Martha Wentworth  | 1995        |
| 1972 | Tintin és a cápák tava (1. magyar szinkron)    | Falat asszony                   | Nathalie Nerval   | 1983        |
| 1973 | Robin Hood                                     | Nyúlmama                        | Barbara Luddy     | 2001        |
| 1974 | Aladdin és a csodalámpa (bábjáték)             | N/A                             | N/A               | 1978        |
| 1989 | Kiki, a boszorkányfutár                        | Madame                          | Kató Haruko       | 2007        |
| 1989 | Turpi úrfi visszatért: Meneküljön ki merre lát | Idős hölgy #2 (archív felvétel) | N/A               | 1993        |
| 1997 | Herkules                                       | Lakheszisz                      | Carole Shelley    | 1997        |
| 2002 | 101 kiskutya 2. – Paca és Agyar                | Nanny                           | Mary MacLeod      | 2002        |

### Rajzfilm- és animációs sorozatok
| Év        | Cím                                              | Szereplő                | Szinkronhang    | Szinkron év |
| --------- | ------------------------------------------------ | ----------------------- | --------------- | ----------- |
| 1958-1961 | Inci, Finci és Kandúr Bandi                      | Egér tündér keresztanya | N/A             | 1994        |
| 1962      | A Jetson család I. (1. magyar szinkron)          | N/A                     | N/A             | 1990        |
| 1980      | Nils Holgersson csodálatos utazása a vadludakkal | További szereplők       | N/A             | 1987-1988   |
| 1981      | Patrick, a postás I.                             | Mrs. Goggins            | Ken Barrie      | 1999        |
| 1983-1984 | Alvin és a mókusok I-II.                         | N/A                     | N/A             | 1989        |
| 1989      | Denver, az utolsó dinoszaurusz II.               | N/A                     | N/A             | 1991        |
| 1992      | A nyomorultak (1. magyar szinkron)               | N/A                     | N/A             | 1995        |
| 1992      | Nyúl Péter és barátai (2. magyar szinkron)       | Tüskés néni             | N/A             | 1998        |
| 1996      | Patrick, a postás II.                            | Mrs. Goggins            | Carole Boyd     | 1999        |
| 1997-1998 | 101 kiskutya                                     | Nanny (Dadus)           | Charlotte Rae   | 2003        |
| 1997-2006 | Bibi Blocksberg I-II.                            | Mokróc Müllerné         | N/A             | 2006        |
| 1998      | Herkules I.                                      | Klóthó                  | Tress MacNeille | 2004        |
| 1999-2000 | Simsala Grimm I-II.                              | További szereplők       | N/A             | 2000-2001   |
| 2001      | Bátor, a gyáva kutya III.                        | Foltnővérek             | Fran Brill      | 2004        |

## Díjai
- Aase-díj (1999)
- Gobbi Hilda-díj (2012)